# Akokantera
Akokantera (lat. Acokanthera) je biljni rod iz porodice zimzelenovki (Apocynaceae). Postoji pet priznatih vrsta zimzelenog drveća i grmova koji rastu od Adenskog zaljeva na sjeveru, na jug do južne Afrike.
Ove vrste su otrovne, sadrže jake toksične srčane glikozide (uabajin), a neke vrste se koriste i kao otrov za strelice. Tipična i najpoznatija vrsta je A. oppositifolia. 

## Vrste
1. Acokanthera laevigata F.K. Kupicha
2. Acokanthera oblongifolia (Hochst.) Benth. & Hook. fil. ex B.D.Jacks.
3. Acokanthera oppositifolia (Lam.) Codd
4. Acokanthera rotundata (Codd) Kupicha
5. Acokanthera schimperi (A. DC.) Schweinf.